# Weina Zhao
Weina Zhao (* 16. Juli 1986 in Peking) ist eine chinesisch-österreichische Filmemacherin, Autorin und Aktivistin.

## Leben und Wirken
Zhao wurde in Beijing geboren und wuchs in Wien auf. Sie studierte Sinologie an der Universität Wien und begann während ihres Studium als Übersetzerin und Regieassistentin bei Dokumentarfilmen mitzuarbeiten, bevor sie 2013 ihren ersten Kurzfilm Zuhause als Regisseurin verwirklichte. 2014 begann sie mit Judith Benedikt am Dokumentarfilm Weiyena - Ein Heimatfilm zu arbeiten, wofür sie 2017 das Grenzgänger Stipendium der Robert Bosch Stiftung bekam. Der Film wurde 2020 fertiggestellt und gewann u. a. den VIKTOR DOK.deutsch Preis auf dem DOK.Fest München 2020.
Seit 2020 veröffentlicht sie regelmäßig Texte zu den Themen anti-asiatischer Rassismus und diasporischer Identität in Publikationen wie migrazine, Literarische Diverse, Augustin, yì magazìn. Seit 2023 ist sie eine der Autorinnen der Augustin-Kolumne „Speakers’ Corner.“
Gemeinsam mit dem Musiker* Pete Prison IV gründete sie 2020 das Kollektiv Perilla, das das gleichnamige Zine herausgibt und sich für Sichtbarkeit der deutschsprachigen asiatischen Diaspora einsetzt.
Sie ist auch Mitbegründerin des BIPOC Filmnetzwerks Gewächshaus ein Verein zur Förderung von Diversität vor und hinter der Kamera.

## Familie
Sie ist die Urenkelin des Filmemachers Ying Yunwei. Er drehte Tao Li Jie, den ersten abendfüllenden Tonfilm der chinesischen Filmgeschichte und arbeitete u. a. mit Jiang Qing zusammen. Während der chinesischen Kulturrevolution war er einer der ersten Kulturschaffenden der Volksrepublik, der verfolgt wurde und 1967 verstarb. Zhaos Großeltern mütterlicherseits wurden in dieser Periode inhaftiert, ihre Großmutter Ying Xuan, Tochter von Ying Yunwei, wurde beschuldigt, eine amerikanische Spionin zu sein.

## Filmografie (Auswahl)
- 2013: Zuhause (Regie, Kamera, Schnitt)
- 2020: Weiyena – Ein Heimatfilm (Buch, Regie gemeinsam mit Judith Benedikt)
- 2021: Ikonen Österreichs: „Leib & Leber“ und „From America to Austria“ (Regie, Buch)
- 2024: Cleaning & Cleansing (Produktion)

## Bibliografie (Auswahl)
- „An Evolution of Silence“. In: Literarische Diverse #3 Widerstand. Literarische Diverse Verlag, Berlin 2020.
- „Heimat ist eine Landkarte mit vielen Punkten“. In Augustin Ausgabe 526. Wien 2021.
- „In Erinnerung an Li Yangjie: Briefe zwischen Wien und Berlin“, in yí magazin (11/05/21), Berlin 2021.
- „Bubbletee als widerständige Handlung“, in Perilla Zine 1 Zusammenkommen, Perilla – Verein zur Förderung und Sichtbarmachung der asiatischen Diaspora in Österreich, Wien 2021.
- „Klischees die töten“. In: Andrea Ernst, Ulrike Lunacek, Gerda Neyer, Rosa Zechner, Andreea Zelinka (Hrsg.): Global Female Future. Verlag Kremayr & Scheriau, Wien 2022.
- „Von der Vorzeigeminderheit zu asiatisch-deutschem Aktivismus: Postmigrantische Gedanken zum Thema Migration“. In: Daniel Fuchs, Sascha Klotzbücher, Andrea Riemenschnitter, Lena Springer, Felix Wemheuer (Hrsg.): Die Zukunft mit China denken. Mandelbaum Verlag, Wien 2023.

## Auszeichnungen (Auswahl)
- 2017: Grenzgänger-Stipendium der Robert Bosch Stiftung für Weiyena – Ein Heimatfilm (Arbeitstitel A Tale of Two Familie)
- 2017: Drehbuchwettbewerb (1. Stufe) für Mi gemeinsam mit Ines Hochgerner
- 2019: scriptLAB fiction, Drehbuchforum Wien für I Exist
- 2020: VIKTOR DOK.deutsch Preis, DOK.Fest München für Weiyena – Ein Heimatfilm
- 2020: ADA Austrian Documentary Award, ethnocineca Wien fürWeiyena – Ein Heimatfilm
- 2020: Bester Dokumentarfilm, Filmfestival Freistadt für Weiyena – Ein Heimatfilm
- 2022: Franz-Grabner-Preis für den besten Kinodokumentarfilm fürWeiyena – Ein Heimatfilm
- 2022:  Grand Prize of International Competition, Taiwan International Documentary Film Festival für Weiyena – Ein Heimatfilm